# Miss Kajmán-szigetek
A Miss Kajmán-szigetek egy évenkénti megrendezésű szépségverseny, melynek a győztese a Miss World és a Miss Universe nemzetközi versenyeken képviseli a Kajmán-szigeteket. A versenyt 1977 óta rendezik meg, de 1987 és 2000 között nem szervezték meg.
A verseny szervezője a Miss Cayman Committee (MCC). A nemzetközi gazdasági válság miatt a szépségversenyt 2009-ben nem rendezték meg, de 2010-ben a gazdasági helyzet ellenére a turisztikai miniszter,  McKeeva Bush úgy döntött, újra megszervezik a rendezvényt.

## Győztesek
| Év   | Időpont és helyszín                        | Győztes                 | Helyezés |
| ---- | ------------------------------------------ | ----------------------- | -------- |
| 1977 |                                            | Patricia Jackson-Patino |          |
| 1978 |                                            | Wendy Daykin            |          |
| 1979 |                                            | Jennifer Jackson        |          |
| 1980 |                                            | Devon Watler            |          |
| 1981 |                                            | Donna Myrie             |          |
| 1982 |                                            | Theresa Lewis           |          |
| 1983 |                                            | Effie Ebanks            |          |
| 1984 |                                            | Thora Crighton          |          |
| 1985 |                                            | Elily Hurlstone         |          |
| 1986 |                                            | Deborah Cridland        |          |
| 1987 |                                            | Desiree Hunter          |          |
| 2000 |                                            | Jacqueline Bush         |          |
| 2001 |                                            | Shannon McLean          |          |
| 2003 |                                            | Nichelle Welcome        |          |
| 2004 |                                            | Stacey Ann Kelly        |          |
| 2006 |                                            | Ambuyah Ebanks          |          |
| 2007 |                                            | Rebecca Parchment       |          |
| 2008 |                                            | Nicosia Lawson          |          |
| 2010 | szeptember 25., Lion's Center, George Town | Cristin Alexander       |          |
| 2011 | szeptember 24.                             | Lindsay Japal           |          |

### Versenyek
- 2010

2010-ben heten jutottak be a döntőbe, de egyikőjük visszalépett: Venessa Renee Ebanks,  Cristin Alexander,  Janine Martins,  Mysti Shannelle Bush ,  Shari Venessa Walton,  Trudyann Duncan, Cassianne Lawrence
A győztes, Cristine Alexander a Miss World 2010 és a Miss Universe 2011 versenyeken vesz részt, a második helyet Shari Walton, a harmadikat Mysti Bush szerezte meg.
- 2011

A 2011-es döntőt szeptember 24-én fogják megrendezni, a döntőbe tízen jutottak be: Janelle Muttoo, Alyssa Christian, Jera Ebanks, Jadine Swenson, Crystal Tomlinson, Lindsay Japal, Hettie Ann Dunbar, Samantha Widmer, Jessica Ebanks és Cassianne Lawrence. A győztes a Miss World 2011 és a Miss Universe 2012 versenyeken fogja képviselni a Kajmán-szigeteket.
A versenyen a győzelmet Lindsay Japal, a második helyet Janelle Muttoo, a harmadikat pedig Crystal Tomlinson szerezte meg.